# Liste der Bürgermeister von Denver

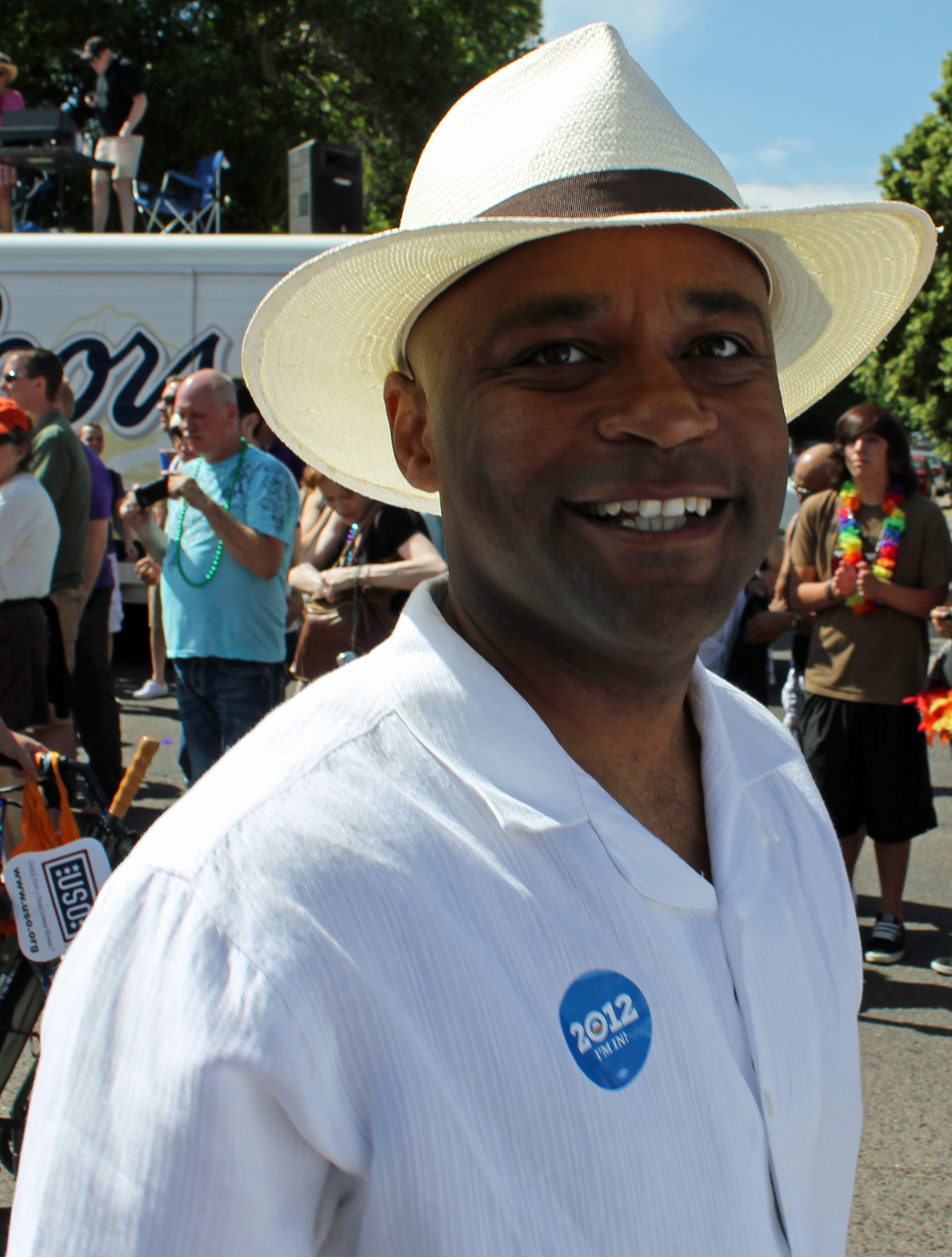
Michael Hancock, derzeitiger Bürgermeister von Denver

Diese Liste führt alle Bürgermeister der Stadt Denver im US-Bundesstaat Colorado auf, seit die Stadt 1861 ins Kansas-Territorium aufgenommen wurde.
| Bürgermeister         | Amtszeit  | Partei                 |
| --------------------- | --------- | ---------------------- |
| Charles A. Cook       | 1861–1863 |                        |
| Amos Steck            | 1863–1864 | Republikanische Partei |
| Hiram J. Brendlinger  | 1864–1865 |                        |
| George T. Clark       | 1865–1866 | Republikanische Partei |
| Milton DeLano         | 1866–1868 |                        |
| William M. Clayton    | 1868–1869 |                        |
| Baxter B. Stiles      | 1869–1871 |                        |
| John Harper           | 1871–1872 |                        |
| Joseph E. Bates       | 1872–1873 |                        |
| Francis M. Case       | 1873–1874 |                        |
| William J. Barker     | 1874–1876 |                        |
| R. G. Buckingham      | 1876–1877 |                        |
| Baxter B. Stiles      | 1877–1878 |                        |
| Richard Sopris        | 1878–1881 |                        |
| Robert Morris         | 1881–1883 |                        |
| John Long Routt       | 1883–1885 | Republikanische Partei |
| Joseph E. Bates       | 1885–1887 |                        |
| William Scott Lee     | 1887–1889 |                        |
| Wolfe Londoner        | 1889–1891 | Republikanische Partei |
| Platt Rogers          | 1891–1893 |                        |
| M. D. Van Horn        | 1893–1895 |                        |
| Thomas S. McMurry     | 1895–1899 |                        |
| Henry V. Johnson      | 1899–1901 |                        |
| Robert R. Wright      | 1901–1904 |                        |
| Robert W. Speer       | 1904–1912 |                        |
| Henry J. Arnold       | 1912–1913 |                        |
| J. M. Perkins         | 1913–1915 |                        |
| William H. Sharpley   | 1915–1916 |                        |
| Robert W. Speer       | 1916–1918 |                        |
| W. F. R. Mills        | 1918–1919 |                        |
| Dewey C. Bailey       | 1919–1923 |                        |
| Benjamin F. Stapleton | 1923–1931 | Demokratische Partei   |
| George D. Begole      | 1931–1935 | Republikanische Partei |
| Benjamin F. Stapleton | 1935–1947 | Demokratische Partei   |
| Quigg Newton          | 1947–1955 |                        |
| Will Nicholson        | 1955–1959 |                        |
| Richard Batterton     | 1959–1961 |                        |
| Thomas G. Currigan    | 1963–1968 |                        |
| William H. McNichols  | 1968–1983 |                        |
| Federico Peña         | 1983–1991 | Demokratische Partei   |
| Wellington Webb       | 1991–2003 | Demokratische Partei   |
| John Hickenlooper     | 2003–2011 | Demokratische Partei   |
| Bill Vidal            | 2011      | Demokratische Partei   |
| Michael Hancock       | seit 2011 |                        |